# Lijst van voetbalinterlands Argentinië - Trinidad en Tobago
Deze lijst van voetbalinterlands is een overzicht van alle officiële voetbalwedstrijden tussen de nationale teams van Argentinië en Trinidad en Tobago. De landen speelden tot op heden één keer tegen elkaar. Dat was een vriendschappelijke wedstrijd op 4 juni 2014 in Buenos Aires. Voor het Argentijns voetbalelftal was het een oefenwedstrijd in de voorbereiding op het Wereldkampioenschap voetbal 2014.

## Wedstrijden
| № | Plaats       | Datum       | Competitie        | Wedstrijd                       | Uitslag |
| - | ------------ | ----------- | ----------------- | ------------------------------- | ------- |
| 1 | Buenos Aires | 4 juni 2014 | Vriendschappelijk | Argentinië – Trinidad en Tobago | 3 – 0   |

## Samenvatting
| Competitie        | Totaal gespeeld | Winst Argentinië | Gelijk | Winst Trinidad en T. | Doelsaldo Argentinië – Trinidad en T. |
| ----------------- | --------------- | ---------------- | ------ | -------------------- | ------------------------------------- |
| Vriendschappelijk | 1               | 1                | 0      | 0                    | 3 – 0                                 |
| Totaal            | 1               | 1                | 0      | 0                    | 3 – 0                                 |

Wedstrijden bepaald door strafschoppen worden, in lijn met de FIFA, als een gelijkspel gerekend.

## Details

### Eerste ontmoeting
| Vriendschappelijk (Buenos Aires, Argentinië, 4 juni 2014):   |       |                    |
| Argentinië                                                   | 3 – 0 | Trinidad en Tobago |
| Rodrigo Palacio 45' Javier Mascherano 51' Maxi Rodríguez 64' | goals |                    |